# Часничниця
Часничниця, землянка (Pelobates) — рід земноводних родини часничницевих. Єдиний представник монотипової родини Pelobatidae. Описано 6 видів, з них 2 раритетні. Поширені в Європі і Західній Азії. Мешканці різноманітних біотопів із пухкими, переважно піщаними, ґрунтами. Отруйні амфібії.

## Опис
Загальна довжина представників цього роду досягає 9 см. Морда спереду округла. Очі великі з вертикальними («котячими») зіницями. Внутрішній п'ятковий горб великий, з гострим краєм. Шлюбні мозолі на пальцях у самців не виражені, але на плечах у них є велика овальна залоза. Резонаторів немає.
Пуголовки досягають дуже великих розмірів — до 22 мм. Зябровий отвір (спіракулюм) лежить на лівій стороні тіла і спрямований назад і вгору. Анальний отвір знаходиться на середній лінії тулуба. Ротовий диск овальної форми, майже цілком оточений сосочками (крім виїмки зверху). Роговий дзьоб (щелепи) великий, чорний. Зубчики розташовані зовні хаотично, у 4—9 рядків вище і нижче дзьоба, у вигляді низки коротких, переривчастих, а також довгих безперервних рядків. Верхній плавник хвоста високий, кінець хвоста загострений.
Забарвлення переважно буре, сіре або коричневе з темними плямами або цятками.

## Поширення
Поширені в Європі, зокрема в Україні, у країнах Західної Азії до західних районів Казахстану, а  також у Північно-Західній Африці.

## Спосіб життя
Воліють пересуватися суходолом. Полюбляють лісисті та степові місцини. Харчуються безхребетними, зокрема комахами.
Самець під час парування обхоплює самку за тулуб попереду стегон (інгвінальний амплексус). Кладка представлена у вигляді довгого товстого шнура з безладно розташованими у декілька рядків ікринками.

## Охорона
Стан більшості природних популяцій більшості видів часничниць в межах їх ареалів залишається більш-менш стабільним. Саме тому вони, згідно з Червоним списком МСОП, отримали охоронний статус «відносно благополучні види». Два представники роду є раритетними, зокрема Pelobates cultripes (охоронна категорія: вразливий вид) і Pelobates varaldii (охоронна категорія: вид перебуває в небезпечному стані).

## Систематика
Рід Pelobates — єдиний представник монотипової родини часничницевих (Pelobatidae).
Станом на 2025 рік описано 6 видів:
- Pelobates balcanicus
- Pelobates cultripes
- Pelobates fuscus — Часничниця звичайна
- Pelobates syriacus — Часничниця сирійська
- Pelobates varaldii
- Pelobates vespertinus